# لازلو زابو (كاتب)
لازلو زابو (بالمجرية: Cs. Szabó László)‏ (و. 1905 – 1984 م) هو كاتب، وكاتب مقالات، وناقد مجري، ولد في بودابست، توفي في بودابست، عن عمر يناهز 79 عاماً.

## جوائز
حصل على جوائز منها:
- نيشان الفنون والآداب من رتبة قائد (17 يناير 2013)[2]
- جائزة المنافسة العامة  [لغات أخرى]‏ (1946)